# Köln-Klasse (1961)
F120 ist die marineinterne Bezeichnung einer ehemaligen Fregattenklasse der Bundesmarine, auch nach ihrem Typschiff Köln-Klasse benannt. Die Schiffe wurden zwischen 1961 und 1964 in Dienst gestellt. Zusammen mit den Zerstörern der Hamburg-Klasse waren sie die ersten Neubauten für die Bundesmarine. Die Konstruktion war nahezu identisch mit der der Hamburg-Klasse, mit einem niedrigen Glattdeck, hohen Aufbauten und dem markanten Bug. Entwickelt auf der Werft H. C. Stülcken Sohn in Hamburg, stellten sie mit dem neuen CODAG-Antrieb eine Weltpremiere dar.
Als Aufgaben waren Geleitaufgaben, hauptsächlich U-Jagd vorgesehen. Die Schiffe wurden zunächst als „Geleitboot 55“ bezeichnet und dem 2. Geleitgeschwader in Cuxhaven zugeordnet. Am 3. April 1968 verlegte man das 2. Geleitgeschwader von Cuxhaven nach Wilhelmshaven. Die Emden und die Karlsruhe schieden aus dem Geschwader aus und traten vorübergehend zum Flottendienstgeschwader in Flensburg, von dem die Karlsruhe am 1. Oktober 1973, die Emden am 1. April 1974 wieder zum 2. Geleitgeschwader zurückkehrten.
Zwischen 1982 und 1989 wurden die Fregatten der Klasse 120 außer Dienst gestellt. Die Augsburg wurde abgewrackt, die Köln im Einsatzausbildungszentrum Schadensabwehr Marine in Neustadt als Übungshulk verwertet, die Fregatten Emden, Karlsruhe, Lübeck und Braunschweig wurden an die türkische Marine abgegeben.

## Konstruktion
Die Fregatten der Klasse 120 waren als Glattdecker gebaut und hatten eine sehr elegante Linienführung. Der sehr schräg geschnittene Bug und die Knickspanten im Vorschiff sorgten für gute Fahreigenschaften. Der Rumpf und Teile der Aufbauten waren aus Schiffbaustahl, weitere Aufbauteile aus Aluminium. Bedingt durch den Einbau von Gasturbinen waren große seitliche Lufteinlässe notwendig, die durch Lamellen verschlossen werden konnten. Das Heck war als Rundheck ausgeführt. Der große Schornstein war geneigt und mit einer Schürze versehen. Hinter den Brückenaufbauten stand der hohe Gittermast mit Radar- und anderen Antennen. Der Rumpf war in 13 wasserdichte Abteilungen unterteilt.

## Antrieb
Erstmals wurde bei der Köln-Klasse ein CODAG-Antrieb (Combined Diesel And Gas) verwendet. Diese Anlage bestand aus vier 16-Zylinder-V-Dieselmotoren von MAN mit je 3.000 PS für Marschfahrt und zwei BBC-Gasturbinen mit je 12.000 PS für Höchstfahrt, die über Planetengetriebe zusammengeschaltet werden konnten und ihre Kraft auf zwei Verstellpropeller übertrugen.
Für die Stromversorgung standen zwei E-Werke mit je drei Dieselgeneratoren MWM TRHs 5/18/V16 mit 550 PS (405 kW) zur Verfügung. Im Normalbetrieb reichten zwei bis drei Generatoren aus; zum Anfahren der beiden Gasturbinen, die eigentlich für Kraftwerke an Land konzipiert waren, mussten alle sechs Dieselgeneratoren geschaltet werden. Die Hauptmaschinen standen in Abteilung fünf, die E-Werke in den Abteilungen sechs und acht und die beiden Gasturbinen in Abteilung sieben. Jede Turbine verbrauchte 63 m³ Luft/sec und ungefähr 3,5 Tonnen Diesel/h. Aktionsradius bei 18 Knoten (kn): 5.200 Seemeilen (sm), 23 kn: 3.500 sm und bei voller Fahrt (30 kn): 950 sm.

## Bewaffnung

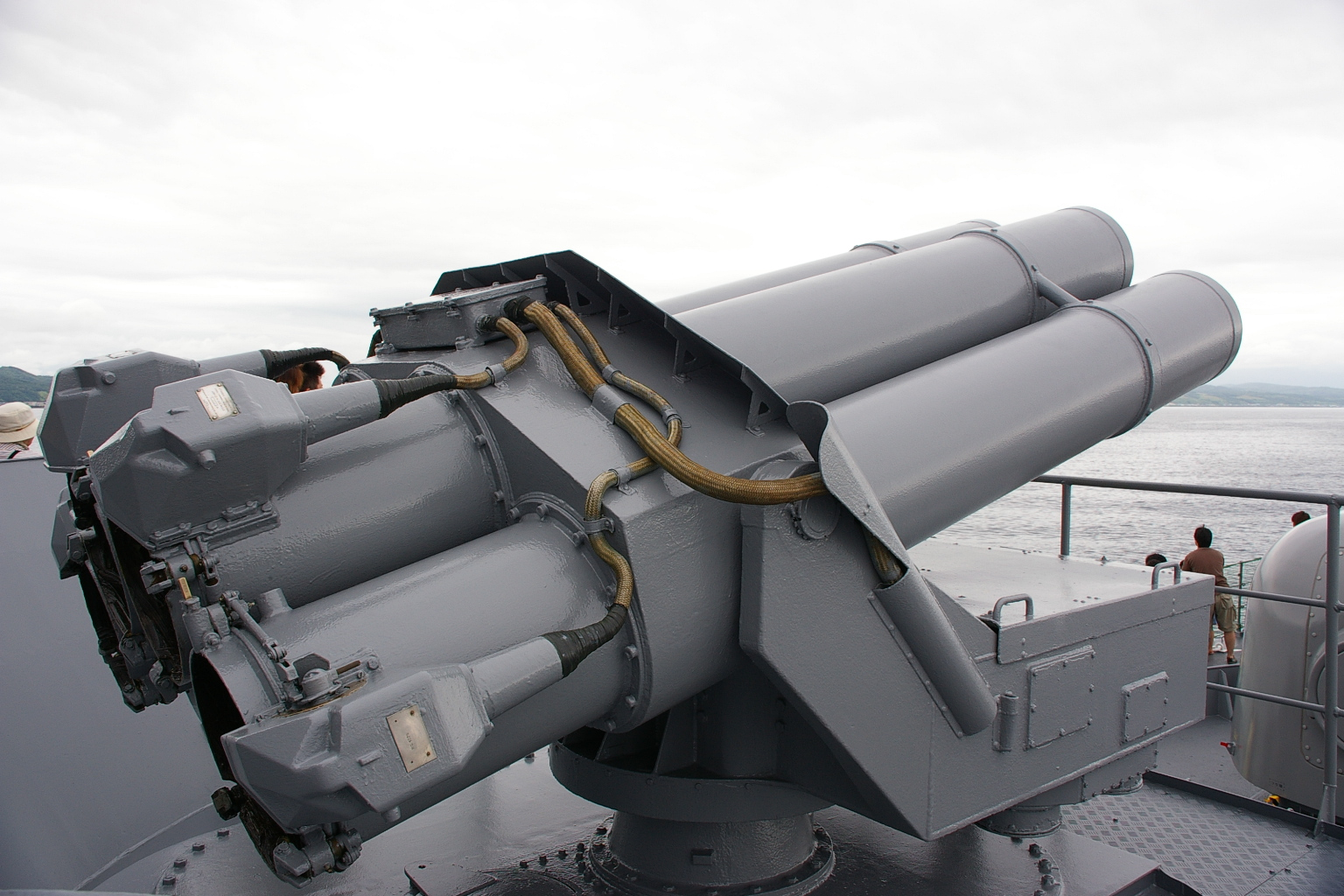
Vierfachstarter für Anti-U-Boot-Raketen

Auf dem Vorschiff befand sich ein 10-cm-Geschütz, dahinter, höher gesetzt, ein 4-cm-Zwillingsgeschütz. Dahinter standen zwei Vierfach-U-Jagd-Raketenwerfer 37,5 cm von Bofors. Auf den achterlichen Aufbauten auf jeder Seite ein 4-cm-Bofors-Einzelgeschütz und am Ende des Aufbaus nochmals eine 4-cm-Doppellafette. Auf dem Achterdeck befand sich ein zweites 10-cm-Geschütz. Ferner waren je zwei 53,3-cm-Torpedorohre hinter den vorderen Aufbauten. Mit ihnen wurden Mk-44-Torpedos verschossen. Hinter den Torpedorohren waren Minenschienen verlegt, die bis zum Heck verliefen.

## Einheiten, Geschwader und Standorte
Alle sechs Einheiten der Köln-Klasse (F120) waren während ihrer Dienstzeit Teil des 2. Geleitgeschwaders in Cuxhaven und Wilhelmshaven, wobei die beiden Fregatten Emden (F221) (April 1968 bis April 1974) und Karlsruhe (F223) (April 1968 bis September 1973) zeitweise dem Flottendienstgeschwader in Flensburg unterstellt waren.
| Kennung | Name         | Rufzeichen bis 30. Nov. 1981/ ab 1. Dez. 1981 | Bauwerft           | Kiellegung        | Stapellauf       | Indienststellung  | Außerdienststellung |
| ------- | ------------ | --------------------------------------------- | ------------------ | ----------------- | ---------------- | ----------------- | ------------------- |
| F220    | Köln         | DBRV/DRAK                                     | H.C. Stülcken Sohn | 21. Dezember 1957 | 6. Dezember 1958 | 15. April 1961    | 17. Dezember 1982   |
| F221    | Emden        | DBRW/DRAL                                     | H.C. Stülcken Sohn | 15. April 1958    | 21. März 1959    | 24. Oktober 1961  | 23. September 1983  |
| F222    | Augsburg     | DBSF/DRAM                                     | H.C. Stülcken Sohn | 29. Oktober 1958  | 15. August 1959  | 7. April 1962     | 30. März 1988       |
| F223    | Karlsruhe    | DBSG/DRAN                                     | H.C. Stülcken Sohn | 15. Dezember 1958 | 24. Oktober 1959 | 15. Dezember 1962 | 28. März 1983       |
| F224    | Lübeck       | DBSI/DRAO                                     | H.C. Stülcken Sohn | 28. Oktober 1959  | 23. Juli 1960    | 6. Juni 1963      | 1. Dezember 1988    |
| F225    | Braunschweig | DBSJ/DRAP                                     | H.C. Stülcken Sohn | 28. Juli 1960     | 3. Februar 1962  | 16. Juni 1964     | 4. Juli 1989        |